# UAE Team Emirates/2021
Deze pagina geeft een overzicht van de UCI World Tour wielerploeg UAE Team Emirates in 2021.

## Algemeen
Algemeen manager: Matxin Joxean Fernández
Teammanager: Allan Peiper
Ploegleiders: Fabio Baldato, Rubens Bertogliati, Aurelio Corral Ruiz, Fabrizio Guidi, Andrej Hauptman, Marco Marzano, Manuele Mori, Simone Pedrazzini, Bruno Vicino, John Wakefield
Fietsen: Colnago

## Renners
| Naam                   | Geboortedatum | Nationaliteit                | Ploeg 2020                                    |
| ---------------------- | ------------- | ---------------------------- | --------------------------------------------- |
| Andrés Ardila          | 02-06-1999    | Colombia                     |                                               |
| Mikkel Bjerg           | 03-11-1998    | Denemarken                   |                                               |
| Sven Erik Bystrøm      | 21-01-1992    | Noorwegen                    |                                               |
| Valerio Conti          | 30-03-1993    | Italië                       |                                               |
| Rui Costa              | 05-10-1986    | Portugal                     |                                               |
| Alessandro Covi        | 28-09-1998    | Italië                       |                                               |
| David de la Cruz       | 06-05-1989    | Spanje                       |                                               |
| Joe Dombrowski         | 12-05-1991    | Verenigde Staten             |                                               |
| Davide Formolo         | 25-10-1992    | Italië                       |                                               |
| Fernando Gaviria       | 19-08-1994    | Colombia                     |                                               |
| Ryan Gibbons           | 13-08-1994    | Zuid-Afrika                  | NTT Pro Cycling                               |
| Marc Hirschi           | 24-08-1998    | Zwitserland                  | Team Sunweb                                   |
| Alexander Kristoff     | 05-07-1987    | Noorwegen                    |                                               |
| Vegard Stake Laengen   | 07-02-1989    | Noorwegen                    |                                               |
| Rafał Majka            | 12-09-1989    | Polen                        | BORA-hansgrohe                                |
| Marco Marcato          | 11-02-1984    | Italië                       |                                               |
| Brandon McNulty        | 02-04-1998    | Verenigde Staten             |                                               |
| Yousif Mirza           | 08-10-1988    | Verenigde Arabische Emiraten |                                               |
| Sebastián Molano       | 04-11-1994    | Colombia                     |                                               |
| Cristian Muñoz         | 20-03-1996    | Colombia                     |                                               |
| Ivo Oliveira           | 05-09-1996    | Portugal                     |                                               |
| Rui Oliveira           | 05-09-1996    | Portugal                     |                                               |
| Tadej Pogačar          | 21-09-1998    | Slovenië                     |                                               |
| Jan Polanc             | 06-10-1992    | Slovenië                     |                                               |
| Aljaksandr Raboesjenka | 12-10-1995    | Wit-Rusland                  |                                               |
| Maximiliano Richeze    | 07-03-1983    | Argentinië                   |                                               |
| Matteo Trentin         | 02-08-1989    | Italië                       | CCC Team                                      |
| Oliviero Troia         | 01-09-1994    | Italië                       |                                               |
| Diego Ulissi           | 15-07-1989    | Italië                       |                                               |
|                        |               |                              |                                               |
| Juan Ayuso *           | 16-09-2002    | Spanje                       | Team Colpack Ballan t/m 14 juni 2021          |
| Finn Fisher-Black **   | 21-12-2001    | Nieuw-Zeeland                | Jumbo-Visma Development Team t/m 30 juni 2021 |

* Per 15 juni 2021
** Per 14 juli 2021

### Stagiairs
Per 1 augustus 2021
| Naam       | Geboortedatum | Nationaliteit | Vorige ploeg      |
| ---------- | ------------- | ------------- | ----------------- |
| Felix Groß | 04-09-1998    | Duitsland     | Rad-net Rose Team |

### Vertrokken
| Naam             | Geboortedatum | Nationaliteit | Ploeg 2021         |
| ---------------- | ------------- | ------------- | ------------------ |
| Fabio Aru        | 03-07-1990    | Italië        | Team Qhubeka-ASSOS |
| Tom Bohli        | 17-01-1994    | Zwitserland   | Cofidis            |
| Sergio Henao     | 05-08-1993    | Colombia      | Team Qhubeka-ASSOS |
| Jasper Philipsen | 02-03-1998    | België        | Alpecin-Fenix      |
| Edward Ravasi    | 05-06-1994    | Italië        | EOLO-Kometa        |

## Overwinningen
| Afrikaanse kampioenschappen wielrennen op de weg tijdrit: Ryan Gibbons wegrit: Ryan Gibbons Nationale kampioenschappen wielrennen Verenigde Arabische Emiraten - wegwedstrijd: Yousif Mirza Zuid-Afrika - tijdrit: Ryan Gibbons Ronde van de Verenigde Arabische Emiraten 3e etappe: Tadej Pogačar Eindklassement: Tadej Pogačar Jongerenklassement: Tadej Pogačar Tirreno-Adriatico 4e etappe: Tadej Pogačar Eindklassement: Tadej Pogačar Bergklassement: Tadej Pogačar Jongerenklassement: Tadej Pogačar Ronde van het Baskenland 3e etappe: Tadej Pogačar Luik-Bastenaken-Luik Tadej Pogačar Ronde van Italië 4e etappe: Joe Dombrowski Mallorca Challenge Trofeo Calvià: Ryan Gibbons | Ronde van Slovenië 2e etappe: Tadej Pogačar 4e etappe: Diego Ulissi Eindklassement: Tadej Pogačar Bergklassement: Tadej Pogačar Ploegenklassement: *1) Ronde van Frankrijk 5e etappe: Tadej Pogačar 17e etappe: Tadej Pogačar 18e etappe: Tadej Pogačar Eindklassement: Tadej Pogačar Bergklassement: Tadej Pogačar Jongerenklassement: Tadej Pogačar Settimana Ciclistica Italiana 1e etappe: Diego Ulissi 4e etappe: Diego Ulissi Eindklassement: Diego Ulissi Ronde van Burgos 2e etappe: Sebastián Molano 4e etappe: Sebastián Molano Puntenklassement: Sebastián Molano | Arctic Race of Norway Puntenklassement: Alexander Kristoff Ronde van Polen 3e etappe: Fernando Gaviria Ronde van Duitsland 2e etappe: Alexander Kristoff 4e etappe: Alexander Kristoff Ronde van Spanje 15e etappe: Rafał Majka Ronde van Luxemburg 2e etappe: Marc Hirschi Trofeo Matteotti Matteo Trentin Ronde van Sicilië 1e etappe: Sebastián Molano 2e etappe: Sebastián Molano Puntenklassement: Sebastián Molano Jongerenklassement: Alessandro Covi Ronde van Lombardije Tadej Pogačar |

*1) Ploeg Ronde van Slovenië: Laengen, Majka, R. Oliveira, Pogačar, Polanc, Trentin, Ulissi
Mannen:1991 · 1992 · 1993 · 1994 · 1995 · 1996 · 1997-1998 · 1999 · 2000 · 2001 · 2002 · 2003 · 2004 · 2005 · 2006 · 2007 · 2008 · 2009 · 2010 · 2011 · 2012 · 2013 · 2014 · 2015 · 2016 · 2017 · 2018 · 2019 · 2020 · 2021 · 2022 · 2023 · 2024 · 2025
Vrouwen:2022 · 2023 · 2024 · 2025
AG2R-Citroën · Astana-Premier Tech · Bahrain-Victorious · BORA-hansgrohe · Cofidis, Solutions Crédits · Deceuninck–Quick-Step · EF Education-Nippo · Groupama-FDJ · INEOS Grenadiers · Intermarché-Wanty-Gobert Matériaux · Israel Start-Up Nation · Lotto Soudal · Movistar Team · Team BikeExchange · Team DSM · Team Jumbo-Visma · Team Qhubeka NextHash · Trek-Segafredo · UAE Team Emirates